# Gryllopsis falconetti
Gryllopsis falconetti är en insektsart som först beskrevs av Henri Saussure 1877.  Gryllopsis falconetti ingår i släktet Gryllopsis och familjen syrsor. Inga underarter finns listade i Catalogue of Life.